# デヴィン・ヘイニー 対 ワシル・ロマチェンコ戦
デヴィン・ヘイニー 対 ワシル・ロマチェンコ戦（デヴィン・ヘイニー たい ワシル・ロマチェンコせん）は、2023年5月20日にアメリカ合衆国・ラスベガスのMGMグランド・ガーデン・アリーナで開催されたボクシングの試合。元世界ライト級統一王者、3階級制覇王者ワシル・ロマチェンコがWBAスーパー・WBC・IBF・WBO・リングマガジン世界ライト級統一王者デヴィン・ヘイニーに挑む4団体防衛戦。

## 背景
2019年8月31日、ロマチェンコはルーク・キャンベルに勝利し、WBA王座とWBO王座を防衛するとともに空位のWBC王座を獲得した。その2週間後、ヘイニーがザウル・アブドゥラエフに勝利し、WBC暫定王者となるとともに、WBCの指名挑戦者になった。しかし、ロマチェンコがフランチャイズ王者になり、ヘイニーが正規王者になった。
2022年3月27日、ヘイニーがジョージ・カンボソス・ジュニアと4団体統一戦を行うと発表された。ロマチェンコはカンボソスとの試合を行わず、ロシアによる侵攻を受ける母国のために戦うことを選択した。6月5日、ヘイニーはカンボソスに勝利し、パーネル・ウィテカー以来のライト級4団体統一王者となり、10月16日のダイレクトリマッチにも勝利し、王座を防衛した。
カンボソス戦後まもなくロマチェンコとの試合交渉が始まり、ヘイニーはムスリムであるためラマダーンと重ならないように3月までに試合を行うことを希望した。最終的に2023年5月20日に試合が行われることになった。

## 対戦カード
^Note 1 WBAスーパー・WBC・IBF・WBO世界ライト級王座統一戦、リングマガジン世界ライト級王座決定戦
^Note 2 WBO世界スーパーフライ級王座決定戦